# Ostelucum
Ostelucum är en ort i Mexiko.   Den ligger i kommunen Tila och delstaten Chiapas, i den sydöstra delen av landet, 700 km öster om huvudstaden Mexico City. Ostelucum ligger 673 meter över havet och antalet invånare är 503.
Terrängen runt Ostelucum är bergig söderut, men norrut är den kuperad. Terrängen runt Ostelucum sluttar västerut. Runt Ostelucum är det ganska tätbefolkat, med 111 invånare per kvadratkilometer. Närmaste större samhälle är Simojovel de Allende, 17,5 km söder om Ostelucum. I omgivningarna runt Ostelucum växer i huvudsak städsegrön lövskog.